# کای هیمه

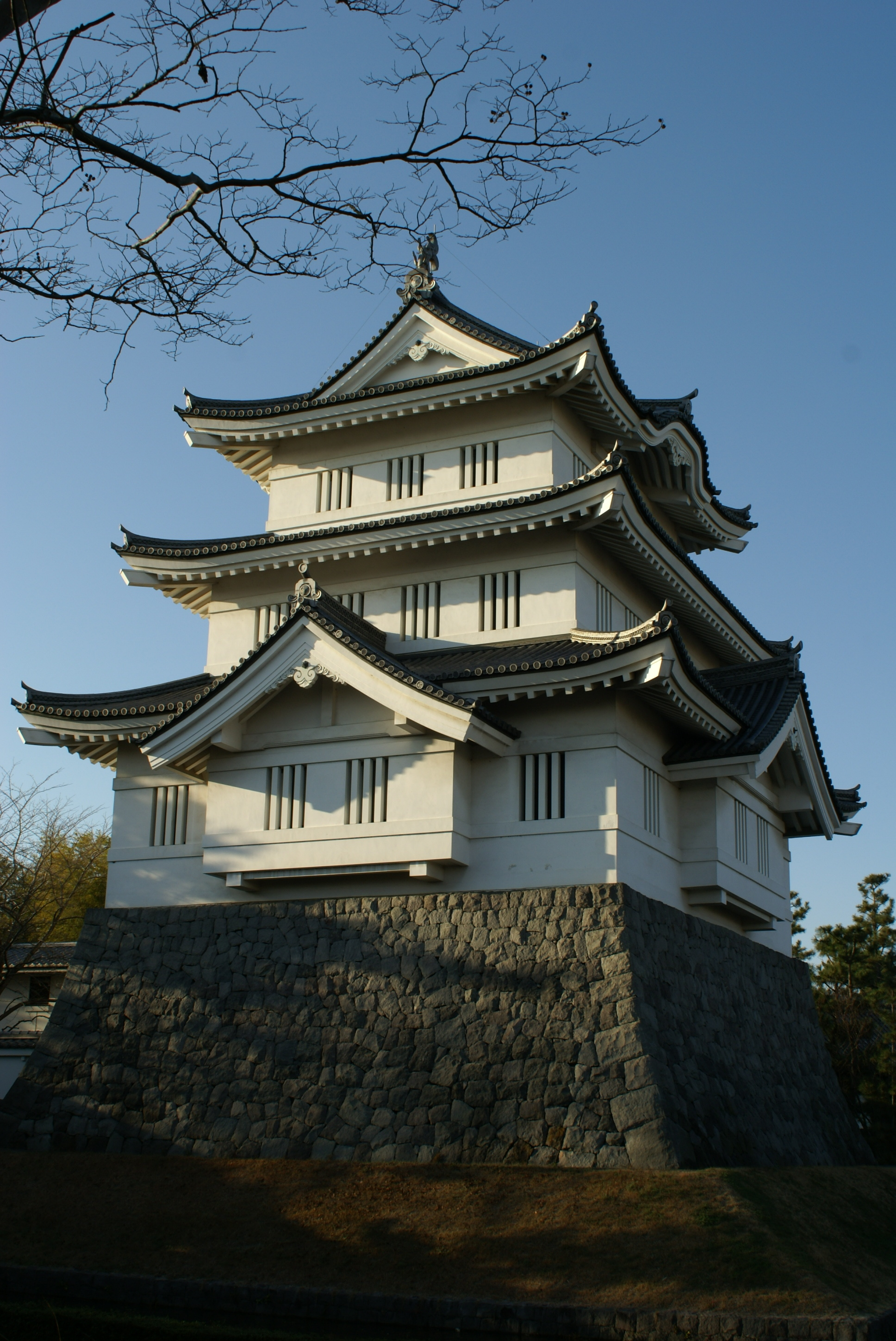
قلعه اوشی که اکنون تبدیل به پارک شده‌است. کای هیمه یک ماه در این قلعه به همراه پدرش در مقابل سپاه تویوتومی هیده‌یوشی مقاومت کرد.

کای هیمه (به ژاپنی: Kaihime) احتمالاً در ۱۵۷۲ متولد شده‌است، دختر ناریتا اوجیناگا از خاندان ناریتا، یکی از افراد در خدمت خاندان هوجوی اخیر در منطقه کانتو بود. او به عنوان یک زن اسطوره‌ای که به پدرش در مقاومت قلعه اوشی در برابر ارتش تویوتومی هیده‌یوشی در طول محاصره اوداوارا (۱۵۹۰) یاری رساند، شناخته می‌شود. او همچنین برای شجاعت و زیبایی اش معروف است، مورخان مدرن مطمئن نیستید او در واقع اعمالی که در داستان‌های به او نسبت می‌دهند انجام داده باشد. بسیاری از از شاهکارهای او در داستان‌های تاریخی یا فرهنگ عامه در دوره ادو نقل شده‌است.